# Tanaquillo
Tanaquillo es una localidad del estado mexicano de Michoacán. Es parte del municipio de Chilchota.

## Demografía
| Gráfica de evolución demográfica |
|                                  |

| Censo | Población |
| ----- | --------- |
| 1900  | 296       |
| 1910  | 299       |
| 1921  | 484       |
| 1930  | 355       |
| 1940  | 410       |
| 1950  | 471       |
| 1960  | 730       |
| 1970  | 841       |
| 1980  | 864       |
| 1990  | —         |
| 2000  | 1203      |
| 2010  | 1398      |
| 2020  | 1530      |